# ليفي سكوت
ليفي سكوت (بالإنجليزية: Levi Scott)‏ هو سياسي أمريكي، ولد في 8 فبراير 1797 بمقاطعة مونرو في الولايات المتحدة، وتوفي في 1890 بمقاطعة ماهور في الولايات المتحدة.